# Ованш
Ова́нш (фр. Ovanches) — коммуна во Франции, находится в регионе Франш-Конте. Департамент — Верхняя Сона. Входит в состав кантона Се-сюр-Сон-э-Сент-Альбен. Округ коммуны — Везуль.
Код INSEE коммуны — 70401.

## География
Коммуна расположена приблизительно в 300 км к юго-востоку от Парижа, в 45 км севернее Безансона, в 16 км к западу от Везуля.
Вдоль восточной и западной границ коммуны протекает река Сона.

## Население
Население коммуны на 2010 год составляло 122 человека.
| 1962 | 1968 | 1975 | 1982 | 1990 | 1999 | 2010 |
| ---- | ---- | ---- | ---- | ---- | ---- | ---- |
| 172  | 150  | 126  | 126  | 114  | 103  | 122  |

## Администрация
| Период | Период | Фамилия       | Партия | Примечания |
| ------ | ------ | ------------- | ------ | ---------- |
| 2001   | 2008   | Клод Гальмиш  |        |            |
| 2008   | 2014   | Жан-Клод Будо |        |            |

## Экономика
В 2010 году среди 78 человек трудоспособного возраста (15—64 лет) 60 были экономически активными, 18 — неактивными (показатель активности — 76,9 %, в 1999 году было 71,2 %). Из 60 активных жителей работали 58 человек (32 мужчины и 26 женщин), безработных было 2 (0 мужчин и 2 женщины). Среди 18 неактивных 3 человека были учениками или студентами, 10 — пенсионерами, 5 были неактивными по другим причинам.

## Достопримечательности
- Подземный канал Сент-Альбен (XIX век). Исторический памятник с 1990 года[3]

## Фотогалерея

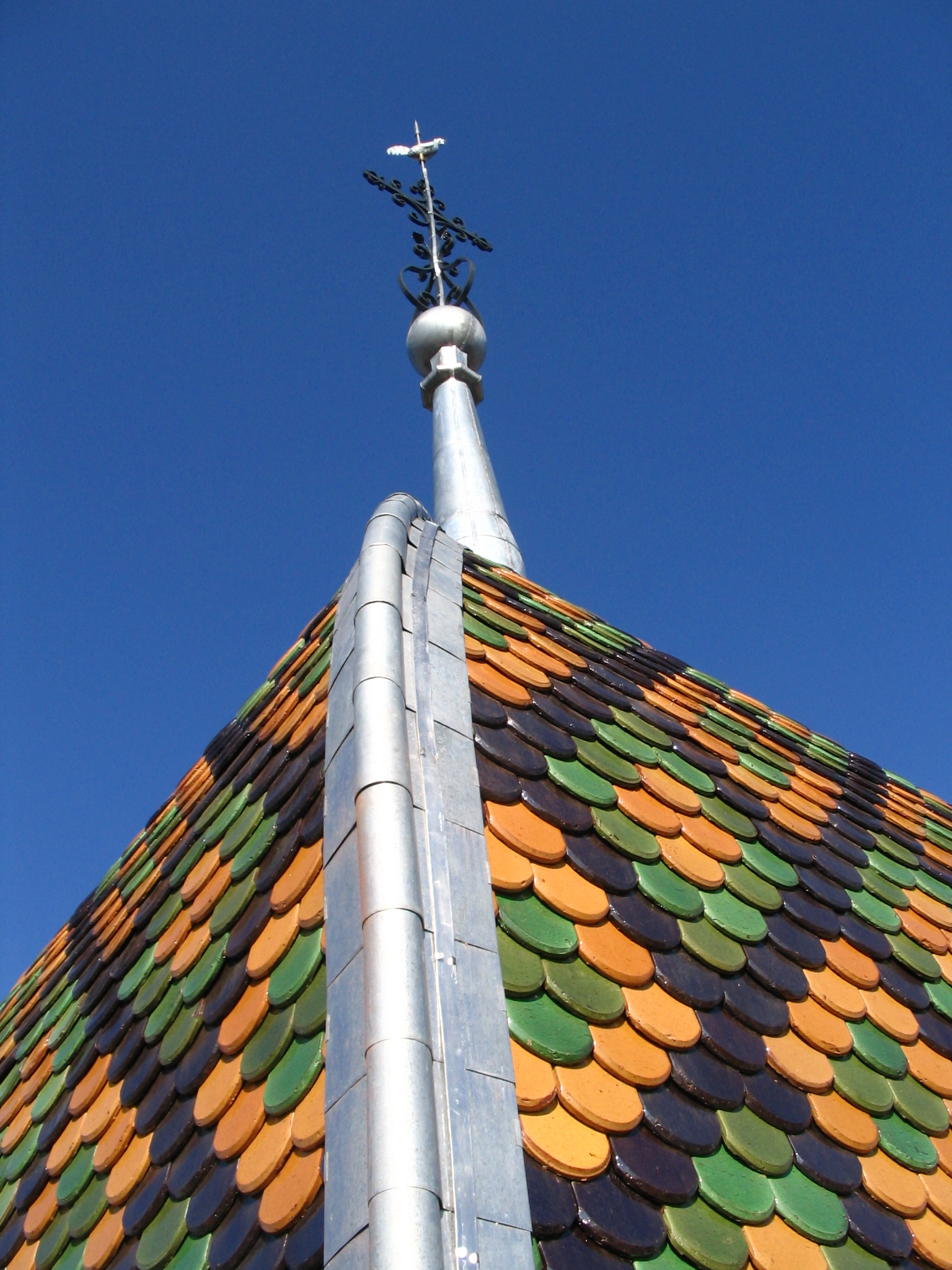
Колокольня церкви
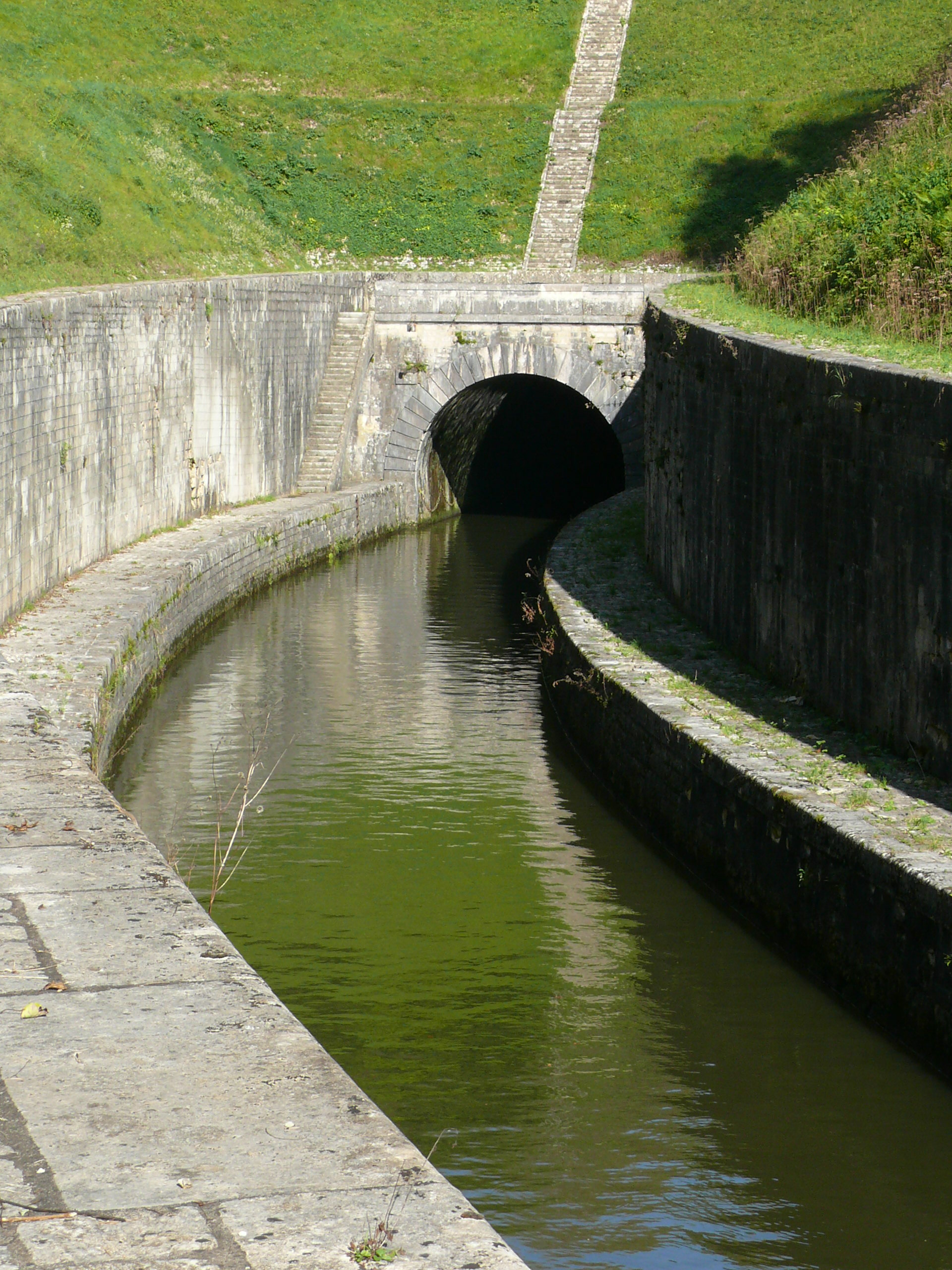
Подземный канал Сент-Альбен
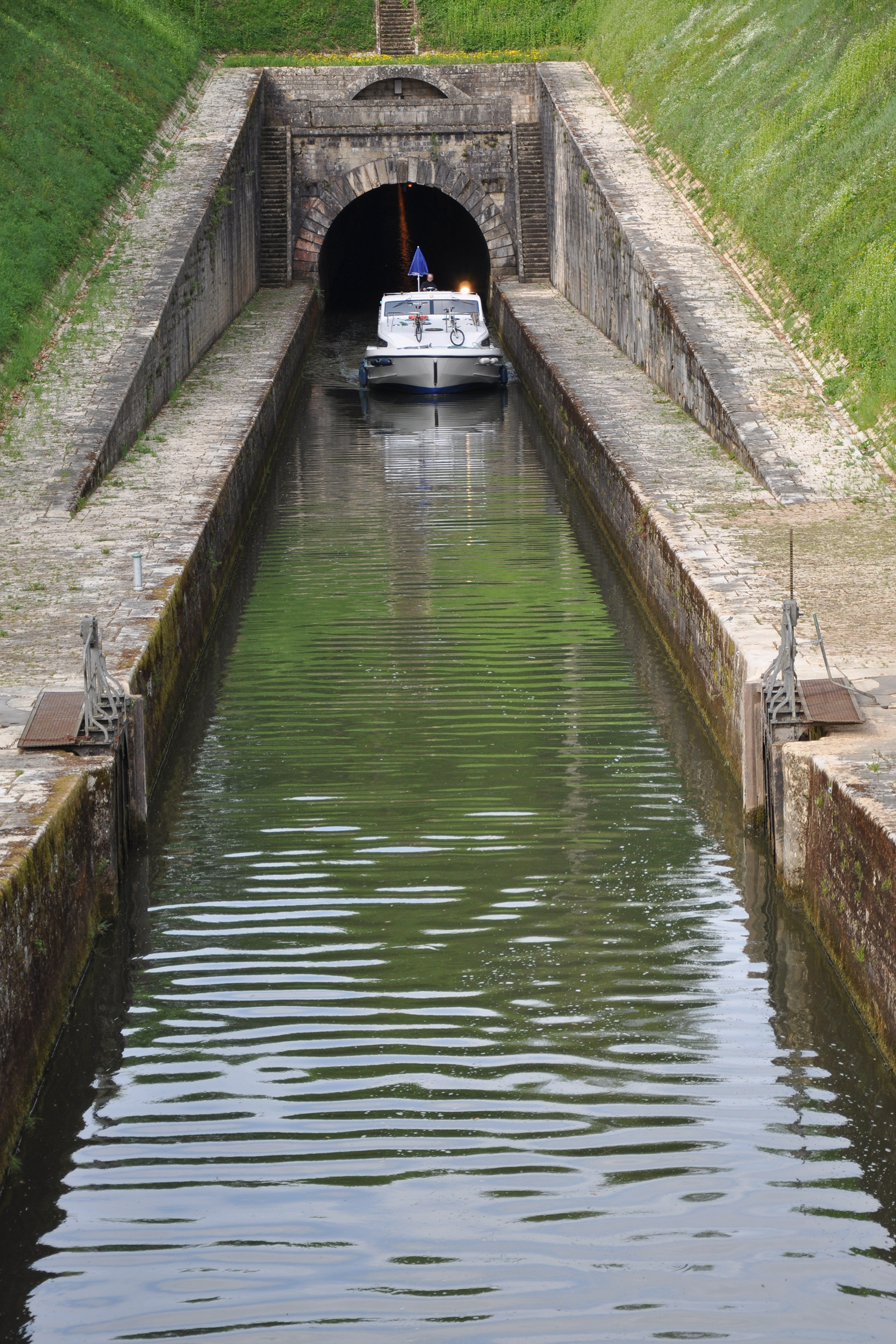
Подземный канал Сент-Альбен
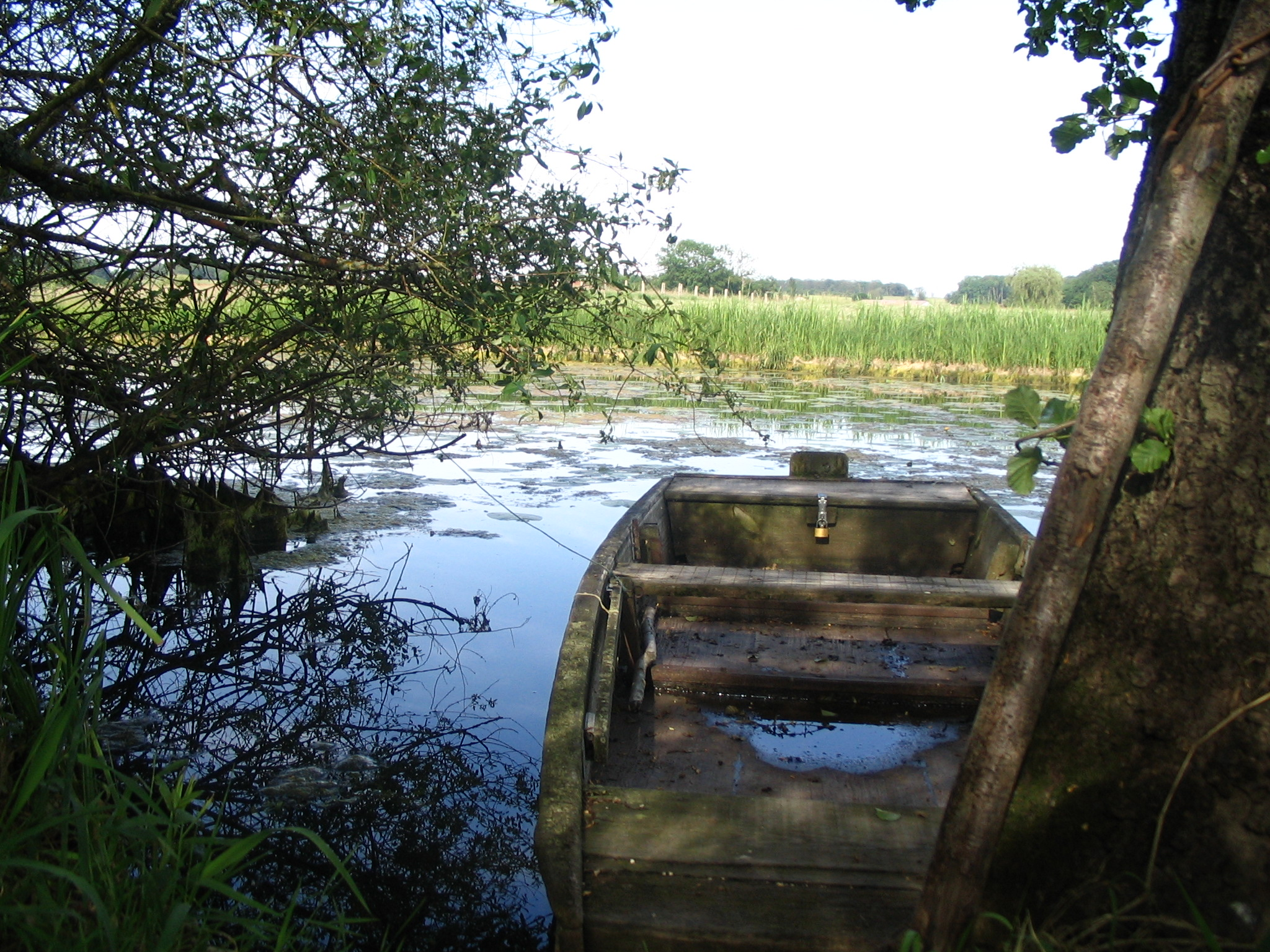
Пруд Бансон